# Wissen
Wissen è una città di 8 302 abitanti della Renania-Palatinato, in Germania.
Appartiene al circondario (Landkreis) di Altenkirchen (Westerwald) (targa AK) ed è parte della comunità amministrativa (Verbandsgemeinde) di Wissen.

## Sport

### Calcio
Principale squadra maschile di calcio è il VfB Wissen, che ha militato per una stagione nella serie cadetta tedesca.